# Mohamed Arjaoui
Mohamed Arjaoui est un boxeur marocain né le 6 juin 1987.

## Carrière
Médaillé d'argent aux championnats d'Afrique de Yaoundé en 2011 dans la catégorie super-lourds, sa carrière amateur est également marquée par une médaille de bronze aux Jeux méditerranéens de Pescara en 2009 en poids lourds.

### Jeux olympiques
- Qualifié pour les Jeux de 2012 à Londres, Angleterre
- Participation aux Jeux de 2008 à Pékin, Chine

### Championnats d'Afrique de boxe amateur
- Médaille d'argent en +91 kg en 2011 à Yaoundé, Cameroun
- Médaille d'or en +91 kg en 2015 à Casablanca , Maroc

### Jeux méditerranéens
- Médaille de bronze en -91 kg en 2009 à Pescara, Italie

## Référence
1. ↑  (en) « Présentation de Mohamed Arjaoui sur le site de l'AIBA »(Archive.org • Wikiwix • Archive.is • Google • Que faire ?)